# Fan Tingyu
Fan Tingyu (范廷鈺T, 范廷钰S, Fàn TíngyùP; 6 agosto 1996) è un goista cinese di grado 9-dan. Si è aggiudicato la prestigiosa Ing Cup del 2013.

## Biografia
Diventato professionista nel 2009, è stato promosso 2 dan nello stesso anno.
Nel 2010 ha vinto lo Xinren Wang ed è stato promosso 3 dan.
Nel 2011 ha vinto lo Xinren Wang ed è arrivato secondo nella Liguang Xinxiu Cup.
Nel 2012 ha vinto per la terza volta consecutiva lo Xinren Wang ed è arrivato secondo nella Coppa Weifu Fangkai contro Peng Liyao.
Nel 2013 ha perso la Coppa Ahan Tongshan contro Lian Xiao. Successivamente, nello stesso anno, ha sconfitto per 3-1 il sudcoreano Park Jung-hwan nella finale della settima edizione della prestigiosa Coppa Ing, diventando a 16 anni il più giovane vincitore della Ing; per questa vittoria è stato promosso 9 dan, il più giovane della storia dopo Lee Chang-ho.
Nel 2014 ha vinto la Quzhou-Lanke Cup contro Shi Yue.
Nel 2016-17 ha partecipato alla diciottesima edizione della Nongshim Cup, ottenendo il primato per il maggior numero di vittorie consecutive nella competizione, sette; la Cina ha vinto la coppa per 8-1.
Nel 2018 ha vinto la CCTV Cup contro Fan Yunruo e ha perso la Coppa Ahan Tongshan contro Gu Zihao.
Nel 2018-19 ha partecipato alla ventesima edizione della Nongshim Cup, confermando il primato per il maggior numero di vittorie consecutive nella competizione, sette; anche in questo caso la Cina ha vinto la coppa per 8-1.
Nel 2019 ha vinto la Coppa Weifu Fangkai sconfiggendo Mi Yuting e la Coppa Ahan Tongshan sconfiggendo Tuo Jiaxi; ha perso invece la Agon Cup Cina-Giappone contro il giapponese Cho U.
Nel 2020-2021 è arrivato alle semifinali della 4ª edizione della Mlily Cup, che ha perso contro Xie Ke.
Nel 2022 ha perso in finale della Quzhou-Lanke Cup contro Li Xuanhao.
Nel 2023 ha vinto il Qiwang Sudorientale contro Tang Weixing.
Nel marzo 2025 ha perso la diciottesima edizione della Coppa Weifu Fangkai (anche nota come Qiwang) contro Ding Hao.

## Palmarès
| Nazionali              | Nazionali   | Nazionali      |
| Titolo                 | Vittorie    | Secondi posti  |
| ---------------------- | ----------- | -------------- |
| Xinren Wang            | 3 (2010-12) |                |
| Liguang Xinxiu Cup     |             | 1 (2011)       |
| Ahan Tongshan Cup      | 1 (2019)    | 2 (2013, 2018) |
| Coppa Weifu Fangkai    | 1 (2019)    | 2 (2012, 2025) |
| Quzhou-Lanke Cup       | 1 (2014)    | 1 (2022)       |
| CCTV Cup               | 1 (2018)    |                |
| Qiwang Sudorientale    | 1 (2023)    |                |
| Totale                 | 8           | 6              |
| Internazionali         |             |                |
| Titolo                 | Vittorie    | Secondi posti  |
| Ing Cup                | 1 (2013)    |                |
| Agon Cup Cina-Giappone |             | 1 (2019)       |
| Totale                 | 1           | 1              |
| Totale in carriera     | 9           | 7              |